# Derby de Batna
Le derby batnéen appelé également le derby des Aurès,,, est une rencontre de football qui se déroule entre les deux plus grands clubs de la ville de 1er-Novembre-1954 en Algérie et qui sont le CA Batna et le MSP Batna. Cette rencontre draine une énorme foule et elle est considérée comme une fête dans toute la ville.

## Rivalités dans le football dans la région de Batna

### Rivalités dans la banlieue de Batna
Il y a aussi une rivalité locale entre les équipes de la ville de Batna respectivement entre : ES Bouakal, BS Batna, RUDS Batna, WAC Z'mala.

### Rivalités dans la wilaya de Batna
Au niveau de la grande région de la wilaya de Batna, des rivalités existent avec des équipes au niveau de plusieurs paliers, comme : AB Merouana, CRB Ain Djasser, AB Barika, TRB Arris, AB Chemora, JS Seriana, CRB Ras El Aioune, CR Bitam, MCB El Madher, SO Lambese, CRB Ain Yagout, JSM Ain Touta, CRB N'gaous, IRB Menaâ.

## Match par Match
| N° | Date              | Champ.                        | Rencontre            | Lieu              | Rés.                   | Buteur(s) pour le MSPB       | Buteur(s) pour le CAB        | Spec. | Réf |
| -- | ----------------- | ----------------------------- | -------------------- | ----------------- | ---------------------- | ---------------------------- | ---------------------------- | ----- | --- |
| 1  | 2 décembre 1962   | Critérium d'Honneur 1962-1963 | MSP Batna - CA Batna | Seffouhi          | 2 – 1                  | Guettaf , Blidi              | Guerzouli                    |       |     |
| 2  | 24 février 1963   | Critérium d'Honneur 1962-1963 | CA Batna - MSP Batna | Seffouhi          | 0 – 1                  | Guettaf                      |                              |       |     |
| 3  |                   | Division 2 1971-1972          | CA Batna - MSP Batna | Seffouhi          | 0 – 0                  | –                            | –                            |       |     |
| 4  |                   | Division 2 1971-1972          | MSP Batna - CA Batna | Seffouhi          | 2 – 1                  | ,                            | But inscrit                  |       |     |
| 5  |                   | Division 2 1972-1973          | MSP Batna - CA Batna | Seffouhi          | 0 – 0                  | –                            | –                            |       |     |
| 6  |                   | Division 2 1972-1973          | CA Batna - MSP Batna | Seffouhi          | 1 – 2                  | Friteh , Zemouri             | Cherki                       |       |     |
| 7  |                   | Division 2 1973-1974          | MSP Batna - CA Batna | Seffouhi          | 1 – 1                  | Zemouri                      | Guellil                      |       |     |
| 8  |                   | Division 2 1973-1974          | CA Batna - MSP Batna | Seffouhi          | 1 – 0                  | –                            | Mlaoui                       |       |     |
| 9  | 22 septembre 1974 | Division 2 1974-1975          | MSP Batna - CA Batna | Seffouhi          | 1 – 3                  | Dagha                        | Guellil , Essaci , Boutamine |       |     |
| 10 |                   | Division 2 1974-1975          | CA Batna - MSP Batna | Seffouhi          | 1 – 0                  | –                            | Mlaoui                       |       |     |
| 11 |                   | Division 2 1984-1985          | MB Batna - CN Batna  | 1er-Novembre-1954 | 0 - 3*                 | –                            | –                            |       |     |
| 12 |                   | Division 2 1984-1985          | CN Batna - MB Batna  | 1er-Novembre-1954 | 0 – 0                  | –                            | –                            |       |     |
| 13 | 25 octobre 1985   | Division 2 1985-1986          | MB Batna - CN Batna  | 1er-Novembre-1954 | 0 – 0                  | –                            | –                            |       |     |
| 14 | 21 mars 1986      | Division 2 1985-1986          | CN Batna - MB Batna  | 1er-Novembre-1954 | 1 – 1                  | Zender El Hachemi 43e        | Bendaâs 56e                  |       |     |
| 15 | 24 octobre 1986   | Division 2 1986-1987          | MB Batna - CN Batna  | 1er-Novembre-1954 | 2 – 0                  | –                            | Bahri , Heddad               |       |     |
| 16 | 3 avril 1987      | Division 2 1986-1987          | CN Batna - MB Batna  | 1er-Novembre-1954 | 0 – 0                  | –                            | –                            |       |     |
| 17 | 2 octobre 1987    | Division 2 1987-1988          | MB Batna - CN Batna  | 1er-Novembre-1954 | 1 – 0                  | Doudou                       | –                            |       |     |
| 18 | 4 mars 1988       | Division 2 1987-1988          | CN Batna - MB Batna  | 1er-Novembre-1954 | 0 – 0                  | –                            | –                            |       |     |
| 19 | 7 septembre 1989  | Division 2 1989-1990          | MB Batna - CA Batna  | 1er-Novembre-1954 | 3 – 1                  | Djenane 25e 67e, Guetela 30e | Benali 50e (csc)             |       |     |
| 20 | 12 janvier 1990   | Division 2 1989-1990          | CA Batna - MB Batna  | Sétif             | 0 – 1                  | Koulib                       | –                            |       |     |
| 21 | 30 novembre 1990  | Division 2 1990-1991          | CA Batna - MB Batna  | 1er-Novembre-1954 | 2 – 0                  | –                            | Yahri , Ghamri               |       |     |
| 22 | 6 septembre 1991  | Division 2 1990-1991          | MB Batna - CA Batna  | 1er-Novembre-1954 | 2 – 1                  | ,                            | But inscrit                  |       |     |
| 23 | 31 octobre 1991   | Division 2 1991-1992          | MSP Batna - CA Batna | 1er-Novembre-1954 | 0 – 0                  | –                            | –                            |       |     |
| 24 | 23 mars 1992      | Division 2 1991-1992          | CA Batna - MSP Batna | 1er-Novembre-1954 | 0 – 1                  | Benyahia 65e                 | –                            |       |     |
| 25 | 29 janvier 1993   | Division 2 1992-1993          | MSP Batna - CA Batna | 1er-Novembre-1954 | 0 – 0                  | –                            | –                            |       |     |
| 26 | 4 juin 1993       | Division 2 1992-1993          | CA Batna - MSP Batna | 1er-Novembre-1954 | 0 – 1                  | Houhou                       | –                            |       |     |
| 27 | 8 novembre 2007   | Division 2 2007-2008          | MSP Batna - CA Batna | 1er-Novembre-1954 | 1 – 0                  | Boulemdaïs 30e               | –                            |       |     |
| 28 | 27 mars 2008      | Division 2 2007-2008          | CA Batna - MSP Batna | 1er-Novembre-1954 | 0 – 0                  | –                            | –                            |       |     |
| 29 | 12 décembre 2009  | Division 1 2009-2010          | CA Batna - MSP Batna | 1er-Novembre-1954 | 0 – 0                  | –                            | –                            |       |     |
| 30 | 28 mai 2010       | Division 1 2009-2010          | MSP Batna - CA Batna | 1er-Novembre-1954 | 1 – 0                  | Lamouadaâ 52e                | –                            |       |     |
| 31 | 5 novembre 2010   | Ligue 2 2010-2011             | CA Batna - MSP Batna | 1er-Novembre-1954 | 1 – 1                  | Alili                        | Messaâdia                    |       |     |
| 32 | 26 avril 2011     | Ligue 2 2010-2011             | MSP Batna - CA Batna | 1er-Novembre-1954 | 0 – 1                  | –                            | Bouharbit 28e                |       |     |
| 33 | 4 octobre 2013    | Ligue 2 2013-2014             | CA Batna - MSP Batna | 1er-Novembre-1954 | 1 – 1                  | Hellal 86e                   | Merazka 54e                  |       |     |
| 34 | 7 mars 2014       | Ligue 2 2013-2014             | MSP Batna - CA Batna | 1er-Novembre-1954 | 0 – 0                  | –                            | –                            |       |     |
| 35 | 27 septembre 2019 | DNA 2019-2020                 | MSP Batna - CA Batna | 1er-Novembre-1954 | 2 – 1                  | Cheniger ?                   | Kahch                        |       |     |
| 36 | 30 janvier 2020   | DNA 2019-2020                 | CA Batna - MSP Batna | 1er-Novembre-1954 | 0 – 2                  | ,                            | –                            |       |     |
| 37 | 3 avril 2021      | Ligue 2 Amateur 2020-2021     | CA Batna - MSP Batna | 1er-Novembre-1954 | 1 – 0                  | –                            | 59e                          |       |     |
| 38 | 19 juin 2021      | Ligue 2 Amateur 2020-2021     | MSP Batna - CA Batna | 1er-Novembre-1954 | 1 – 0                  | 64e (pen.)                   | –                            |       |     |
| 39 | 11 novembre 2022  | Coupe d'Algérie 2022-2023     | MSP Batna - CA Batna | 1er-Novembre-1954 | 0 – 0 « 4 – 3 t.a.b. » | –                            | –                            |       |     |
| 40 | 2 décembre 2023   | Ligue 2 Amateur 2023-2024     | MSP Batna - CA Batna | 1er-Novembre-1954 | 0 – 0                  | –                            | –                            |       |     |
| 41 | 15 décembre 2023  | Coupe d'Algérie 2023-2024     | MSP Batna - CA Batna | 1er-Novembre-1954 | 2 – 2 « 1 - 3 t.a.b. » | Ghodhbane                    | Nadji ?, ?                   |       |     |
| 42 | 14 avril 2024     | Ligue 2 Amateur 2023-2024     | CA Batna - MSP Batna | 1er-Novembre-1954 | 1 – 0                  | –                            | N° 5 (MSPB) 38e (csc)        |       |     |
| 43 | 4 octobre 2024    | Ligue 2 Amateur 2024-2025     | CA Batna - MSP Batna | 1er-Novembre-1954 | 0 – 0                  | –                            | –                            |       |     |
| 44 | 30 novembre 2024  | Coupe d'Algérie 2024-2025     | CA Batna - MSP Batna | 1er-Novembre-1954 | 1 – 0                  | –                            | Belhouchet                   |       |     |
| 45 | 11 février 2025   | Ligue 2 Amateur 2024-2025     | MSP Batna - CA Batna | 1er-Novembre-1954 | 0 – 0                  | –                            | –                            |       |     |

## Bilan
| Catégories          | matchs joués | victoires CAB | nuls | victoires MSPB | buts CAB | buts MSPB |
| ------------------- | ------------ | ------------- | ---- | -------------- | -------- | --------- |
| Division 1          | 2            | 0             | 1    | 1              | 0        | 1         |
| Division 2          | 36           | 9             | 17   | 10             | 20       | 20        |
| Division 3          | 2            | 0             | 0    | 2              | 1        | 4         |
| Critérium d'Honneur | 2            | 0             | 0    | 2              | 1        | 3         |
| Coupe d'Algérie     | 3            | 1             | 2    | 0              | 3        | 2         |
| Total               | 45           | 10            | 20   | 15             | 25       | 30        |

### Meilleurs buteurs
| Rang | Joueur  | Club      | Buts |
| ---- | ------- | --------- | ---- |
| 1    | Mlaoui  | CA Batna  | 2    |
| 1    | Klil    | CA Batna  | 2    |
| 1    | Djenane | MSP Batna | 2    |
| 1    | Kettaf  | MSP Batna | 2    |
| 1    | Zemouri | MSP Batna | 2    |